# Хорас Маккой
Хорас Маккой (на английски: Horace McCoy) е американски журналист, драматург, сценарист и писател на произведения в жанра трилър, криминален роман и драма.

## Биография и творчество
Хорас Стенли Маккой е роден на 14 април 1897 г. в Пеграм, Тенеси, САЩ. Израства в Тенеси и Тексас. От малък е запален читател. По време на Първата световна война служи във въздушния корпус на Съединените щати. Има няколко мисии като фотограф зад вражески линии на бомбардировачи и разузнавачи. Ранен е и получава Военен кръст за заслуги към Франция от правителството на Франция.
След войната, в периода 1919 – 1930 г. работи като спортен редактор на „Далас джърнал“ в Тексас. През 1924 г. става и радиокоментатор на бейзболни срещи. В края на 20-те години започва да пише криминални истории за различни пълп-списания. Публикува първия си разказ през 1927 г.
Участва и като актьор в Малкия театър в Далас. Когато режисьорът на театъра, Оливър Хиндел, отива да работи в MGM в Холивуд, Маккой го последва, за да стане филмов актьор. Участва в един филм, след което се включва към сценаристите. За да се издържа работи и на различни други временни места.
Работата му в киното го вдъхновява да пише романи. Първият му роман „Уморените коне ги убиват, нали?“ е издаден през 1935 г. Той представя историята на един танцов маратон от епохата на депресията. Романът е успешен и през 1969 г. е екранизиран в едноименния филм с участието на Джейн Фонда.
Следващият му роман „Саванът няма джобове“ е с главен герой героичен и неразбран репортер. През 1948 г. е публикуван романът му в стил ноар, „Прости се с утрешния ден“, който е разказан от името на аморалния герой, Ралф Котър. През 1950 г. е екранизиран в едноименния филм с участието на Джеймс Кагни.
Романът му „I Should Have Stayed Home“ (Трябваше да остана у дома) е история за преживяванията на млад актьор от южна страна, който се опитва да намери работа през 30-те години на Холивуд.
Произведенията на Маккой документират трудностите, с които американците се сблъскват по време на депресията и следвоенните периоди. Макар и недооценен по свое време, той е признат за значим автор като Дашиъл Хамет и Джеймс Кейн.
Хорас Маккой умира от инфаркт на 15 декември 1955 г. в Бевърли Хилс, Холивуд.

## Произведения

### Самостоятелни романи
- They Shoot Horses, Don't They? (1935)
Уморените коне ги убиват, нали?, София: „Народна култура“, (1990), изд.: ИК „Бард“, София (2014), прев. София Василева[1]
- No Pockets in a Shroud (1937)
Саванът няма джобове[1]
- Kiss Tomorrow Goodbye (1948)
Прости се с утрешния ден[1]
- I Should Have Stayed Home (1951)
- Scalpel (1953)
- Corruption City (1959)

### Сборници
- Thrillers (1983)

### Екранизации и сценарии
- 1933 Soldiers of the Storm
- 1933 Dangerous Crossroads
- 1933 Her Resale Value
- 1933 Fury of the Jungle
- 1933 Hold the Press
- 1934 Speed Wings
- 1936 The Trail of the Lonesome Pine
- 1936 Fatal Lady
- 1936 Parole!
- 1936 Postal Inspector
- 1938 Dangerous to Know
- 1938 King of the Newsboys
- 1938 Hunted Men
- 1938 Prison Farm
- 1939 Persons in Hiding
- 1939 Undercover Doctor
- 1939 Island of Lost Men
- 1939 Television Spy
- 1940 Parole Fixer
- 1940 Women Without Names
- 1940 Queen of the Mob
- 1940 Texas Rangers Ride Again
- 1941 Уестърн Юниън, Western Union
- 1941 Wild Geese Calling
- 1941 Тексас, Texas
- 1942 Valley of the Sun
- 1942 Gentleman Jim
- 1943 Flight for Freedom
- 1943 Appointment in Berlin
- 1943 There's Something About a Soldier
- 1947 The Fabulous Texan
- 1950 Kiss Tomorrow Goodbye
- 1950 The Fireball
- 1952 Bronco Buster
- 1952 Светът е в ръцете му, The World in His Arms
- 1952 The Lusty Men
- 1952 Montana Belle
- 1952 The Turning Point
- 1953 TV de Vanguarda – тв сериал, 1 епизод
- 1953 El Alaméin
- 1953 Bad for Each Other
- 1954 Destinées
- 1954 Dangerous Mission
- 1955 Rage at Dawn
- 1955 The Road to Denver
- 1955 Texas Lady
- 1957 Maverick – тв сериал, 1 епизод
- 1969 Уморените коне ги убиват, нали?, They Shoot Horses, Don't They?
- 1974 Un linceul n'a pas de poches